# خالدار
خالدار هي قرية في مقاطعة بيرانشهر، إيران. يقدر عدد سكانها بـ 309 نسمة بحسب إحصاء 2016.